# アンナ・エリーザベト・ルイーゼ・フォン・ブランデンブルク＝シュヴェート

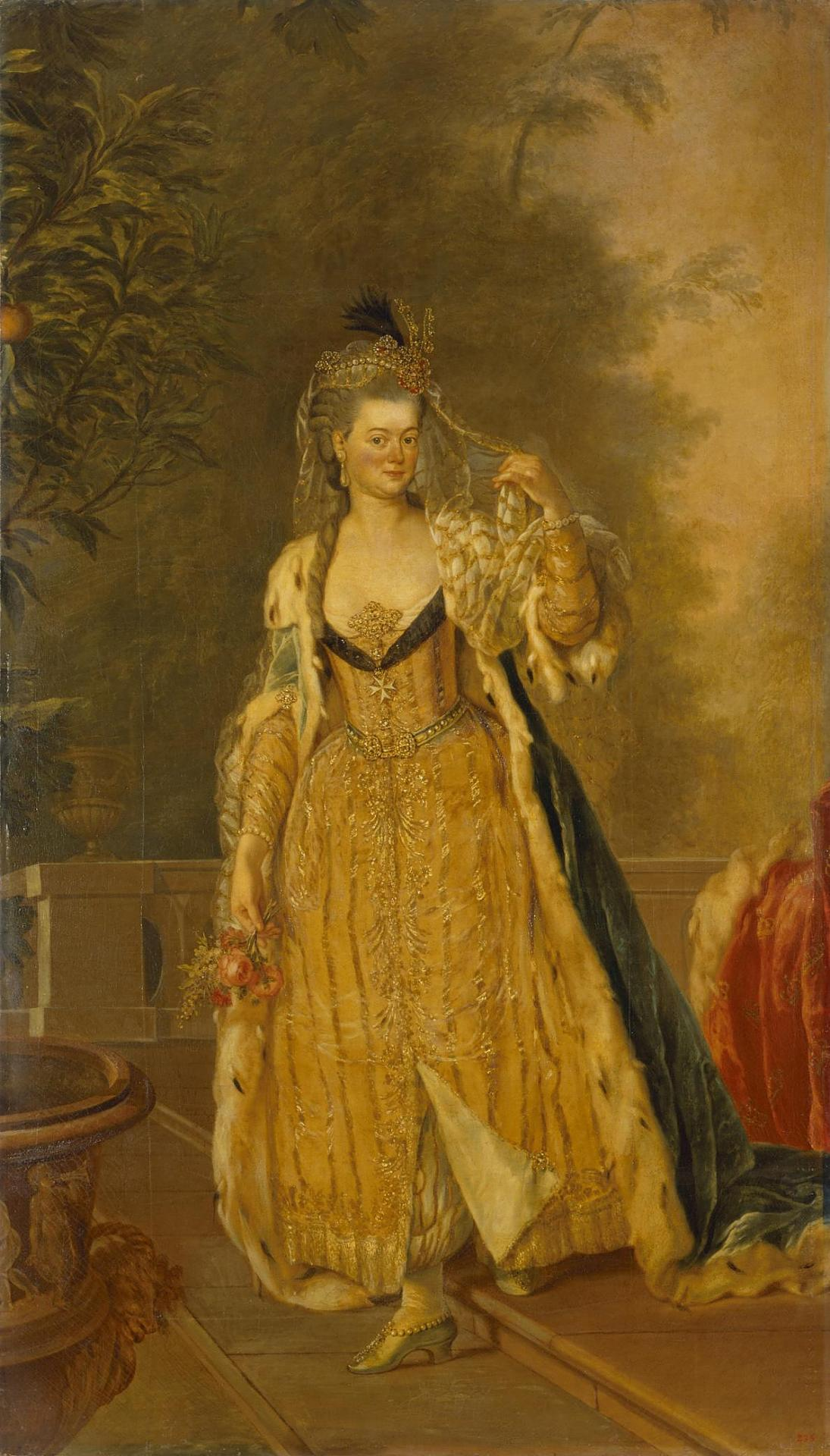
プロイセン王子妃アンナ・エリーザベト・ルイーゼの肖像（テルブッシュ画・1773年）

アンナ・エリーザベト・ルイーゼ・フォン・ブランデンブルク＝シュヴェート（Anna Elisabeth Luise von Brandenburg-Schwedt, 1738年4月22日 - 1820年2月10日）は、プロイセン王子フェルディナントの妃。

## 生涯
ブランデンブルク＝シュヴェート辺境伯フリードリヒ・ヴィルヘルムと、プロイセン王フリードリヒ・ヴィルヘルム1世の娘ゾフィー・ドロテアの間の次女としてシュヴェートで生まれた。
1755年9月27日、ルイーゼはシャルロッテンブルク宮殿で母方の叔父フェルディナント王子と結婚した。ルイーゼは美人で機転がよく利いたという。結婚して六年後に第一子フリーデリケが誕生した。そののち夫フェルディナントは心身を崩し、子供も期待できなくなったが、結婚して十四年が過ぎた頃、ルイーゼは立て続けに六人の子供を生んだ。子供達の父親は軍人・地理学者のシュメッタウ伯爵フリードリヒ（1743年 - 1806年）なのではないかと噂になった。
1801年、フェルディナント王子は妻のためにベルヴュー宮殿を購入している。
ルイーゼは長命であり、王族の中では伯父のフリードリヒ2世大王の時代を知る最後の生き証人だった。1820年2月10日に亡くなり、ベルリン大聖堂に葬られた。

## 子女
- フリーデリケ（1761年 - 1773年）
- ハインリヒ（1769年 - 1773年）
- ルイーゼ（1770年 - 1836年）　1796年、アントニ・ヘンリク・ラジヴィウ公と結婚
- クリスティアン（1771年 - 1790年）
- ルイ・フェルディナント（1772年 - 1806年）
- パウル（1776年）
- アウグスト（1779年 - 1843年）

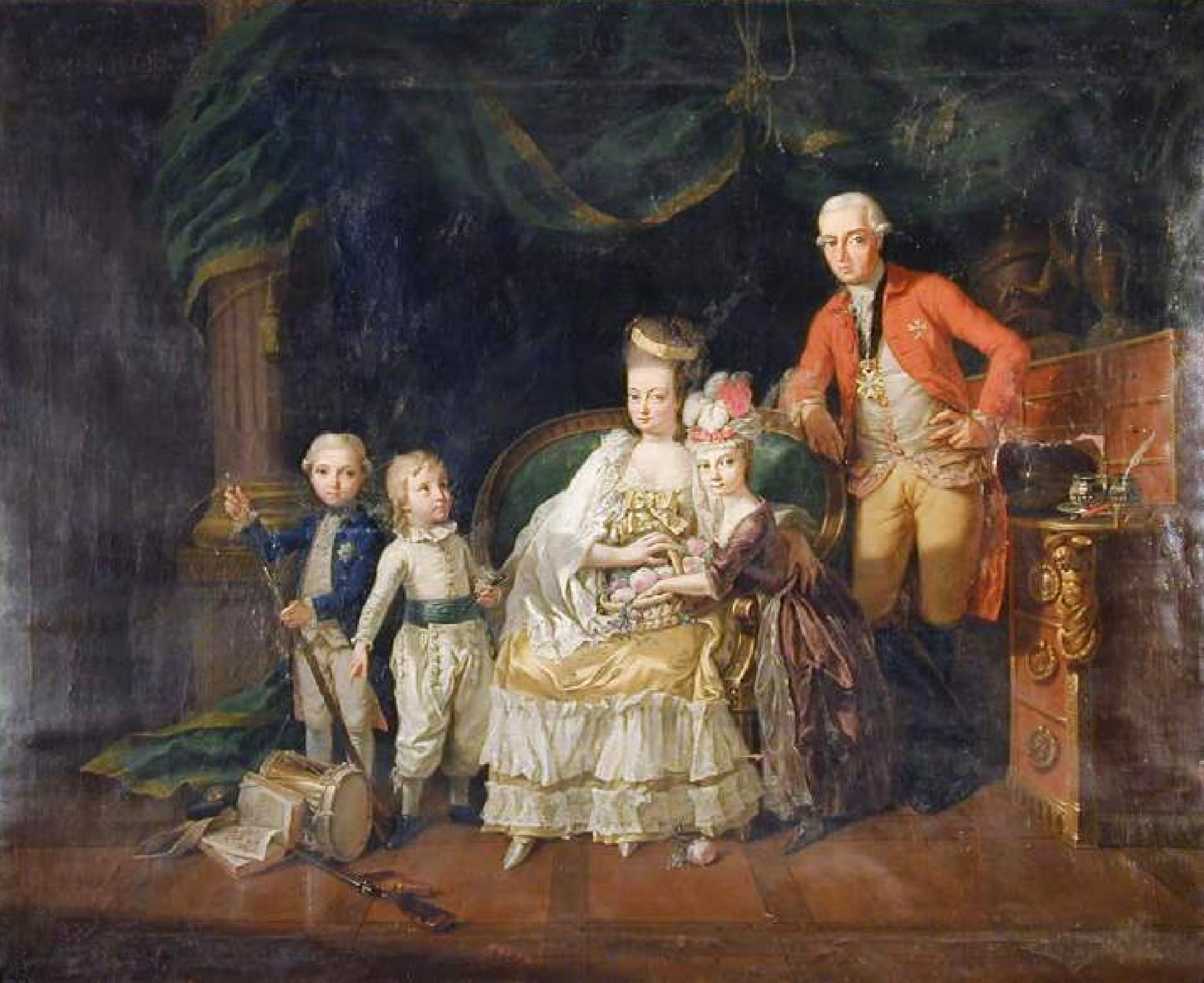
プロイセン王子フェルディナント一家（J.H.W.ティシュバイン画・1777年頃）